# Кутаиси
Кутаиси (груз. ქუთაისი) је град у Грузији и главни град Имеретије. Налази се 221 km западно од Тбилисија, са обе стране реке Риони, на надморској висини од 125-300 m. Према процени из 2014. у граду је живело 147.635 становника. Кутаиси је трећи град по величини у Грузији.
У Кутаисију се налазе Храм Баграта (11. век) и Гелатски манастир (12. век), светска баштина УНЕСКА.
Кутаиси је био главни град древне Колхиде (Егриси).

## Становништво
Према процени, у граду је 2014. живело 147.635 становника.
| 1989.   | 2002.   | 2014.   |
| ------- | ------- | ------- |
| 234.870 | 183.691 | 147.635 |

## Партнерски градови
- Познањ
- Ашкелон
- Виторија
- Пловдив
- Лион
- Бајон
- Гелзенкирхен
- Тјенцин
- Тула
- Доњецк
- Харков
- Лавов
- Самсун
- Генџе
- Никаја
- Гјумри
- Њупорт
- Рашт
- Карс
- Лесковац
- Коламбија
- Сомбатхељ

## Галерија
- Кутаиси 1870. године
- Храм Баграта
- Гелатски манастир
- Католичка црква